# Sofja Wjatscheslawowna Fjodorowa
Sofja Wjatscheslawowna Fjodorowa (russisch Софья Вячеславовна Фёдорова; * 4. September 1998) ist eine russische Snowboarderin. Sie startet in den Disziplinen Slopestyle und Big Air.

## Werdegang
Fjodorowa startete zu Beginn der Saison 2015/16 in Landgraaf erstmals im Europacup und belegte dabei die Plätze zwei und eins im Slopestyle. Im weiteren Saisonverlauf gewann sie mit vier ersten und zwei zweiten Plätze, die Slopestylewertung des Europacups. Bei den Olympischen Jugend-Winterspielen 2016 in Hafjell wurde sie Neunte im Slopestyle. Ende März 2016 holte sie bei den Juniorenweltmeisterschaften auf der Seiser Alm die Silbermedaille im Slopestyle und die Goldmedaille im Big Air. Ihr Debüt im Snowboard-Weltcup hatte sie im November 2016 in Mailand, das sie auf dem 20. Platz im Big Air beendete. Bei den Weltmeisterschaften 2017 in der Sierra Nevada errang sie den 18. Platz im Slopestyle und den 13. Platz im Big Air. In der Saison 2017/18 kam sie bei sechs Weltcupteilnahmen, viermal unter die ersten Zehn. Dabei holte sie im Slopestyle auf der Seiser Alm ihren ersten Weltcupsieg und erreichte damit den vierten Platz im Freestyle-Weltcup und den ersten Rang im Slopestyle-Weltcup. Beim Saisonhöhepunkt, den Olympischen Winterspielen 2018 in Pyeongchang, belegte sie den 21. Platz im Big Air und den achten Rang im Slopestyle.